# Acontia dorneri
Acontia dorneri är en fjärilsart som beskrevs av Barnes och Mcdunnough 1913. Acontia dorneri ingår i släktet Acontia och familjen nattflyn. Inga underarter finns listade i Catalogue of Life.